# ニデックSVプローブ
ニデックSVプローブ株式会社（ニデックエスブイプローブ、NIDEC SV PROBE CORPORATION）は、東京都豊島区に本社を置き、プローブカードの製造・販売を手掛けている企業。ニデックグループの企業であり、NIDEC SV PROBE PTE. LTD.（ニデックアドバンステクノロジーのシンガポール子会社）の100%子会社。経営破綻した東京カソード研究所の事業を譲受する受け皿として設立された。

## 概要
プローブカードの製造・販売を手掛けていた東京カソード研究所が、国内半導体大手各社の業績低迷などによる業績不振により、2013年3月14日に東京地方裁判所へ民事再生法適用を申請した。東京カソード研究所は同年6月25日に、シンガポールに本社があるSV Probe Pte. Ltd.へプローブカード事業並びに海外子会社の株式を譲渡する契約を締結した。
SV Probe Pte. Ltd.は2013年7月30日に東京カソード研究所のプローブカード事業を譲受する受け皿会社として、SV TCL株式会社を設立。SV TCLは同年9月1日付で、東京カソード研究所のプローブカード事業を譲受した。北光電子工業もSV TCLの子会社となった。SV TCLの本社は、当初は東京カソード研究所埼玉事業所と同じ埼玉県滑川町に置かれていたが、2015年11月に東京都豊島区へ移転している。
日本電産（当時）は2017年8月21日、子会社である日本電産リード（当時）がSV Probe Pte. Ltd.の全株式を取得する事を発表。SVプローブは同年10月31日付で日本電産リードの子会社となったと同時に、SV TCLは日本電産リードの孫会社となった。SV Probe Pte. Ltd.は2018年9月25日にNIDEC SV PROBE PTE. LTD.へ商号変更された。
2023年4月1日付で、SV TCL株式会社の商号をニデックSVプローブ株式会社に変更した。

## 沿革
- 2013年
  - 7月30日 - SV TCL株式会社として設立。
  - 9月1日 - 東京カソード研究所から事業を譲受。
- 2015年11月 - 本社を東京都豊島区へ移転。
- 2017年10月31日 -親会社であるSV Probe Pte. Ltd.が日本電産リード（現：ニデックアドバンステクノロジー）の子会社となった事に伴い、日本電産リードの孫会社となる。
- 2023年4月1日 - SV TCL株式会社の商号をニデックSVプローブ株式会社へ、株式会社北光電子工業の商号をニデックSVプローブ電子株式会社へそれぞれ変更。

## 事業所
- 本社 - 東京都豊島区池袋4丁目32番8号 サンポウ池袋ビル2階
- 関西営業所 - 大阪市中央区内本町2-3-1 ストークNE 3階
- 九州事業所 - 熊本県菊池郡菊陽町津久礼11-9 エヌ・アイ・シービル 2階

## 子会社
- ニデックSVプローブ電子株式会社